# Уруп (острів)
Уру́п (рос. Уру́п, яп. 得撫島 Uruppu-to, айн.: ウルㇷ゚ Urup) — острів південної групи Великої гряди Курильських островів.
Адміністративно входить до Курильського міського округу Сахалінської області. Ненаселений.

## Географія
Острів витягнутий з північного сходу на південний захід на 116 км при ширині до 20 км. Площа 1450 км². Рельєф гористий, висоти до 1426 м (гора Висока).
Острів являє собою ланцюг вулканічних хребтів (Компанійський, Шокальського, Петра Шмідта, Криштофовича), кожен з яких складається з вулканів, один з яких — вулкан Берга (980 м) — є діючим.
Між горами Висока і Коса хребта Криштофовича на висоті 1016 м розташоване озеро Високе. Водоспади з максимальною висотою до 75 м.
Рослинність — береза, вільха, бамбучник, кедровий стланик.
Відділений протокою Уруп від островів Чорні Брати, розташованих в 30 км на північний схід; протокою Фріза — від острова Ітуруп, розташованого в 40 км на південний захід.

## Історія
- 1855 р. — Уруп за умовами Сімодського трактату, що розмежував вперше Російську та Японську імперії входив до складу Росії.
- 1875 р. — за умовами  Санкт-Петербурзького договору між Російською та Японською імперіями приєднаний до Японії.
- 1945 р. — острів знову став російським, був окупований радянськими військами та включений до СРСР (РРФСР).
- 1991  — в складі Росії.

## Населення
В даний час Уруп незаселений. На острові розташовані нежитлові населені пункти Кастрікум і Компанійське.